# جنگل سیاه
جنگل سیاه (به آلمانی: Schwarzwald تلفظ: شوارتز-والد) یک رشته‌کوه جنگلی در ایالت بادن-وورتمبرگ در جنوب غربی آلمان است.
محدودهٔ جنگل سیاه از سوی جنوب و غرب، درهٔ راین است. بلندترین قلهٔ این منطقه قلهٔ فلدبرگ با ۱٬۴۹۳ متر بلندی است. نام جنگل سیاه بخاطر رنگ سبز تیره در چشم‌اندازهای آنست که از رویش درختان کاج فراوان این جنگل پدید آمده‌است. کیک جنگل سیاه نیز از همین منطقه ریشه گرفته‌است. رود دانوب از این رشته‌کوه سرچشمه می‌گیرد.

## دیدنی‌ها

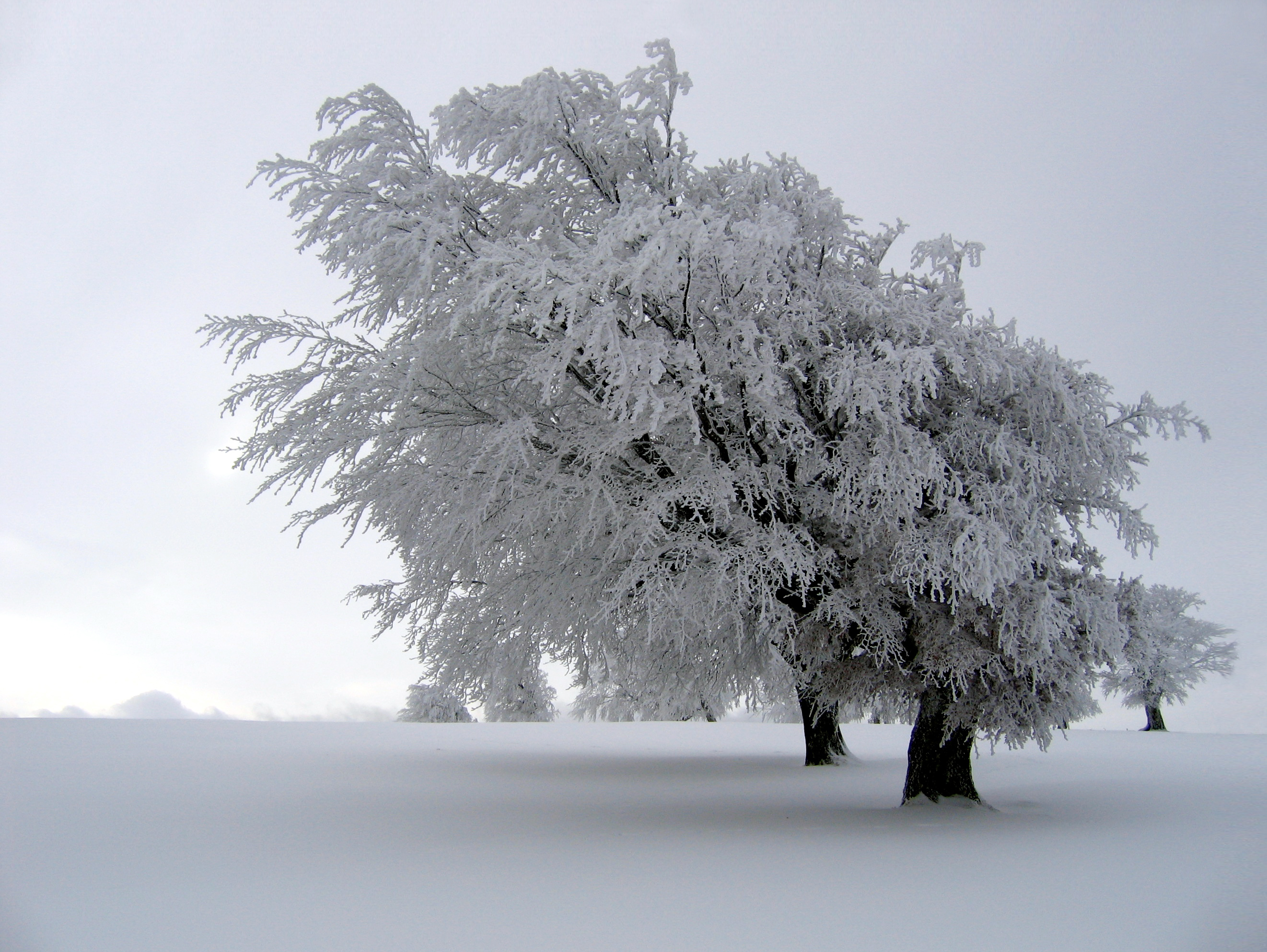
زمستان در شاواینسلاند، راش‌های معروف باد-خموده (Windbuchen)

شهرهای فرایبورگ و بادن بادن از نقاط پربازدید گردشگری در حاشیه غربی جنگل سیاه هستند. از جاذبه‌های معروف فرهنگ عامیانه جنگل سیاه، ساعت کوکو و کیک جنگل سیاه است.
موزه‌ای روباز به نام مزرعه قاضی (فوگتس‌باورن‌هوفه Vogtsbauernhöfe) زندگی کشاورزان منطقه در سده‌های ۱۶ و ۱۷ را به نمایش گذارده‌است.
موزه ساعت آلمان واقع در فورت‌وانگن تاریخ صنعت ساعت‌سازی را نمایش می‌دهد.

## نگارخانه

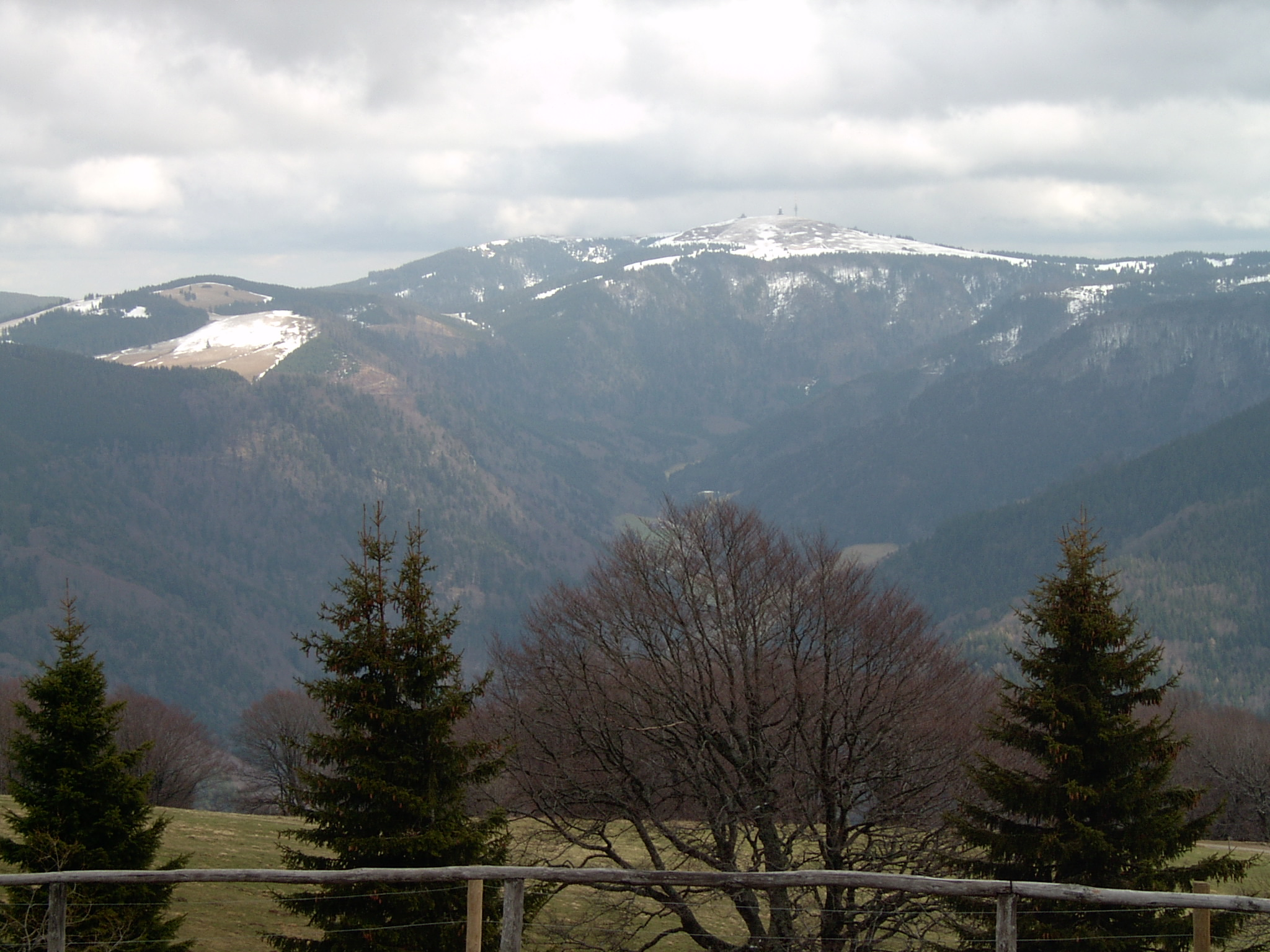
فلدبرگ
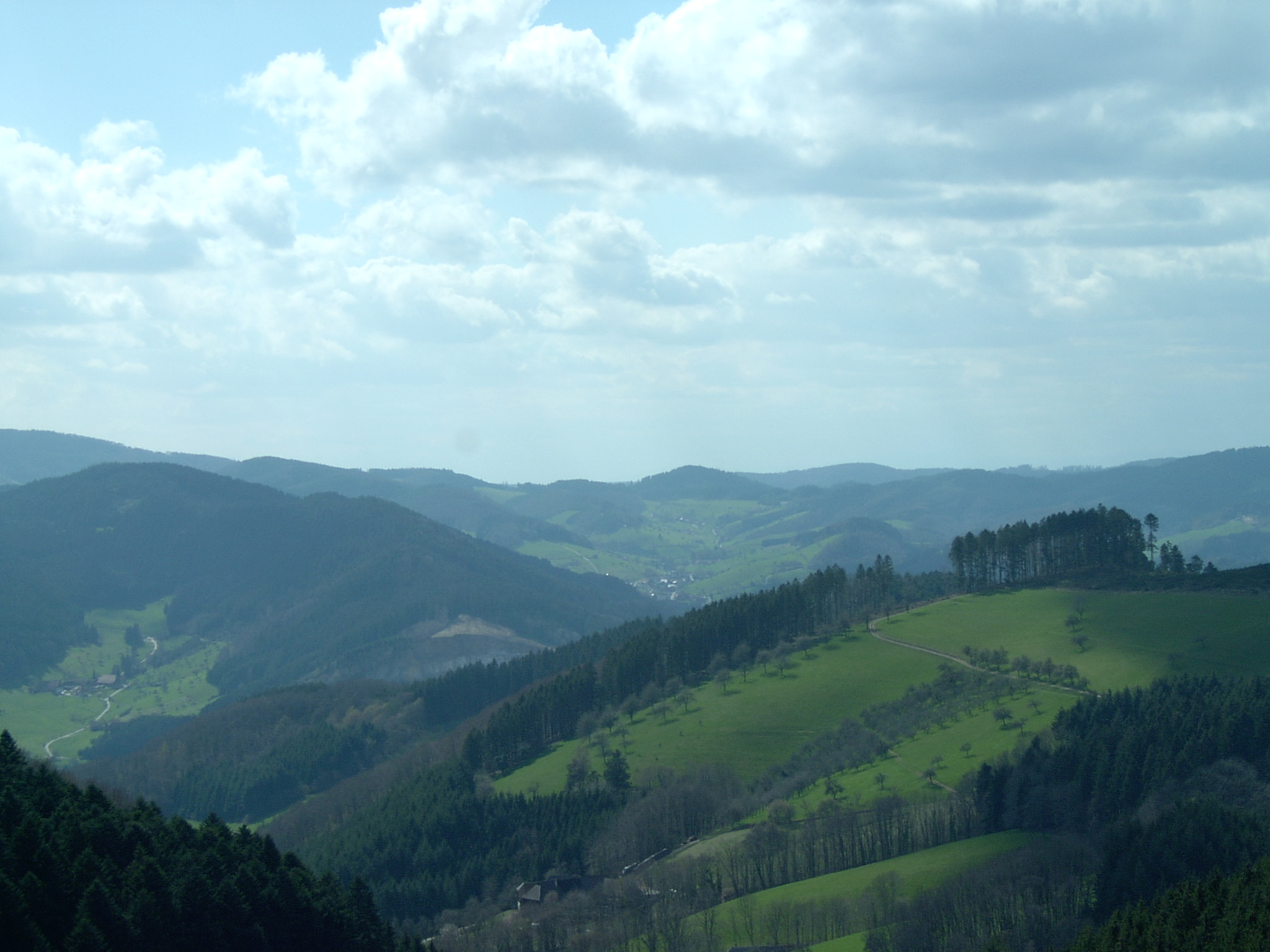
چشم‌اندازی در جنگل سیاه میانی
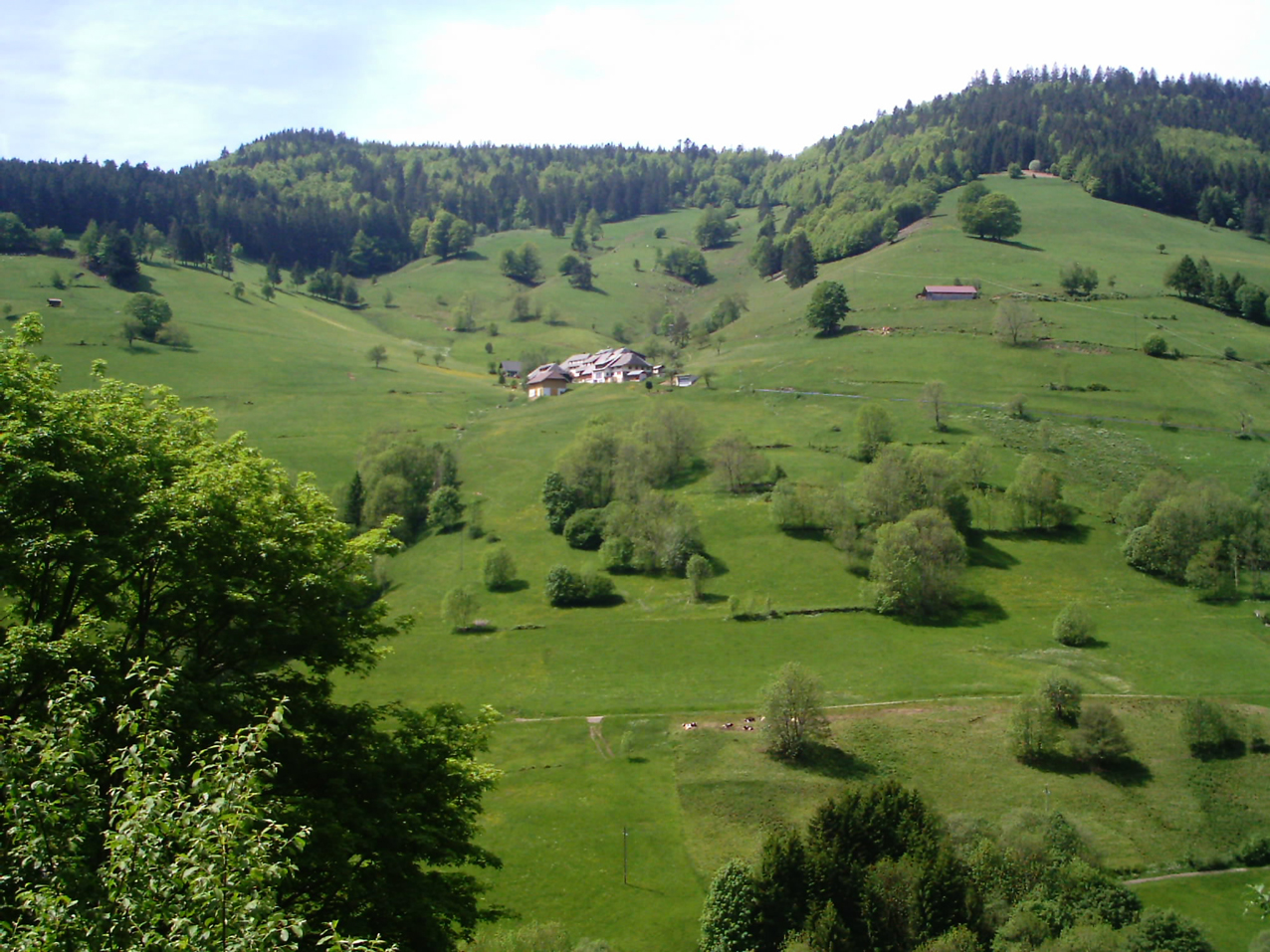
جنگل سیاه
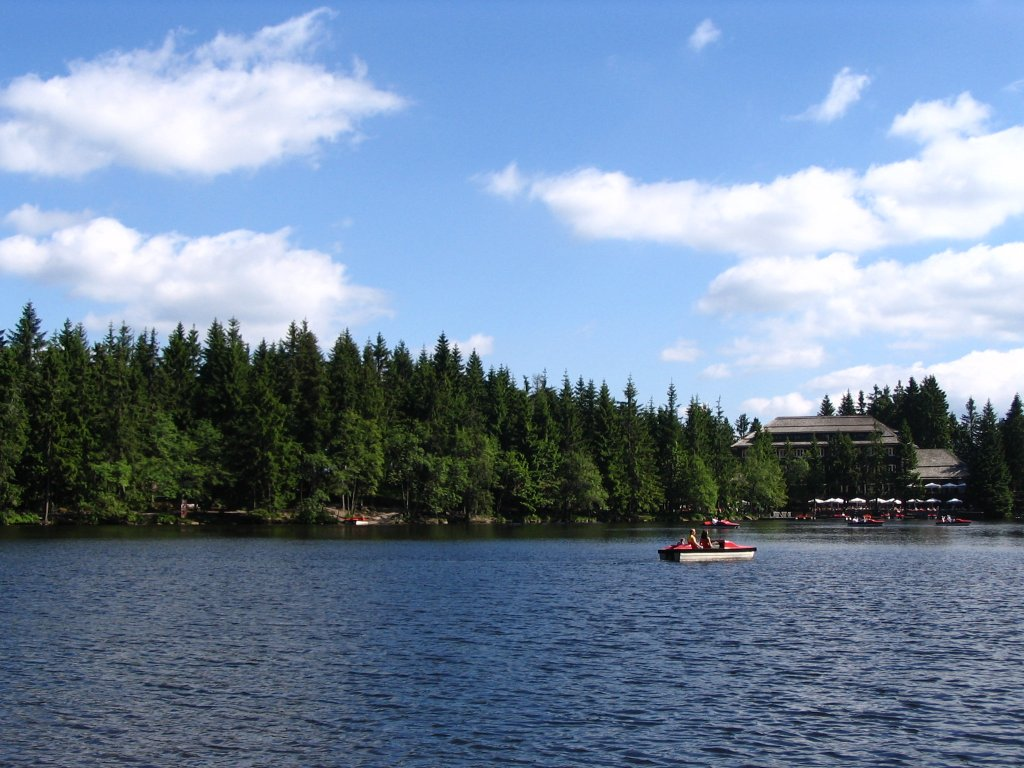
دریاچهٔ مومل (Mummelsee)